# Fête de la Fédération
Fête de la Fédération (Festival zveze) je bil množičen praznični festival, ki je potekal po vsej Franciji leta 1790 v čast francoski revoluciji. Je predhodnica dneva Bastilje, ki ga vsako leto v Franciji praznujejo 14. julija in praznujejo revolucijo, pa tudi nacionalno enotnost.
Spominjala se je revolucije in dogodkov iz leta 1789, ki so se zaključili z novo obliko državne vlade, ustavne monarhije, ki jo je vodila predstavniška skupščina.
Otvoritvena fête leta 1790 je bila določena za 14. julij, zato bi sovpadala tudi s prvo obletnico naskoka na Bastiljo, čeprav se to ni praznovalo. V tej razmeroma mirni fazi revolucije je veliko ljudi menilo, da je obdobje političnega boja v državi končano. To razmišljanje so spodbujali protirevolucionarni monarhienci Prva fête je bila zasnovana z vlogo kralja Ludvika XVI, ki bo spoštoval in ohranil njegov kraljevski status. Dogodek je minil mirno in je dajal mogočno, a iluzorno podobo praznovanja narodne enotnosti po ločevalnih dogodkih 1789–1790.